# Свети Андреј Принос
Свети Андреј Принос (грч. Άγιος Ανδρέας Πρίνου, Ајос Андреас Принос) је насељено место на острву  Тасос у периферији Источна Македонија и Тракија, Грчка. Према попису из 2021. године било је 60 становника.
Свети Андреј Принос се води као посебно насеље од 2011. године.